# خیره‌مسجد
خیره‌مسجد یکی از روستاهای استان آذربایجان شرقی است که در دهستان قوری‌گل بخش مرکزی شهرستان بستان‌آباد واقع شده‌است.این روستا ۴۲۳ نفر جمعیت دارد.